# Mai Ngô
Ngô Thị Quỳnh Mai (hay còn được biết đến với nghệ danh Mai Ngô, sinh ngày 1 tháng 8 năm 1995 tại Thành phố Hồ Chí Minh) là một á hậu, người mẫu, diễn viên, rapper người Việt Nam. Cô là Á hậu Hòa bình Việt Nam 2022 và là Á Quân The Face Vietnam 2016, Á Quân 1 The New Mentor - Người mẫu toàn năng 2023.

## Tiểu sử
Mai Ngô sinh ngày 1 tháng 8 năm 1995 tại Thành phố Hồ Chí Minh, tên thật là Ngô Thị Quỳnh Mai. Cô có chiều cao 1m74 và từng theo học tại Trường trung cấp múa Thành phố Hồ Chí Minh.

## Sự nghiệp
Cô bén duyên với nghệ thuật khi tham gia chương trình tìm kiếm Thần tượng thời trang F - Idol 2012 và đăng quang Nữ thần tượng thời trang - Quán quân F - Idol 2012. Năm 2013, cô tham gia cuộc thi Thử thách cùng bước nhảy và lọt Top 30. Sau đó cô đến với Vietnam's Next Top Model 2013 và lọt Top 18.
Năm 2015, Mai Ngô tham gia đấu trường sắc đẹp Hoa hậu Hoàn vũ Việt Nam và lọt Top 45 thí sinh tham gia vòng chung kết, người đăng quang là Phạm Thị Hương đến từ Thành phố Hải Phòng.
Năm 2016, Quỳnh Mai tham gia Asia's Next Top Model 2016 và dừng chân tại Top 12. Cùng năm,
cô tham gia The Face Vietnam mùa thứ nhất và đạt danh hiệu Á quân.
Năm 2017, cô trở lại Hoa hậu Hoàn vũ Việt Nam, vượt qua vòng sơ khảo và lọt vào Top 70 nhưng sau đó rút lui khỏi cuộc thi. Năm 2018, cô lấn sang lĩnh vực điện ảnh và tham gia diễn xuất trong một số bộ phim.
Năm 2018, Mai Ngô nhận vai diễn đầu tay của mình trong bộ phim Thạch Thảo của đạo diễn Mai Thế Hiệp.
Năm 2022, cô trở thành Á hậu 4 cuộc thi Hoa hậu Hòa bình Việt Nam.
Năm 2023, Mai Ngô tham gia The New Mentor - Người mẫu toàn năng 2023, thành viên của team Thanh Hằng và xuất sắc đạt danh hiệu Á quân 1 ở vòng chung kết, cùng với Quán quân là Lê Thu Trang.

## Thành tích
- Quán quân F - Idol 2012
- Á khôi 1 Miss Sunplay 2012
- Top 30 Thử thách cùng bước nhảy 2013
- Top 18 Vietnam's Next Top Model 2013
- Top 45 Hoa hậu Hoàn vũ Việt Nam 2015
- Top 12 Asia's Next Top Model 2016
- Á quân Gương mặt thương hiệu 2016
- Gương mặt gây bão mạng xã hội năm 2016 do WeChoice Awards bình chọn
- Influencer Of The Year - Influence Asia 2017
- Top 70 Hoa hậu Hoàn vũ Việt Nam 2017 (rút lui)
- Á hậu 4 Hoa hậu Hòa bình Việt Nam 2022
  - Giải phụ Best in Swimsuit (Fan Vote)
  - Giải phụ We Are Diamonds by Diamond Fitness Center
  - Top 18 Người đẹp truyền cảm hứng
  - Top 5 Workshop "Lead The Future" by Power English
  - Top 10 Top Bikini by Vera
  - Top 5 Người đẹp Ấn Tượng
- Á quân 1 The New Mentor - Người Mẫu toàn năng 2023

## Danh sách phim

### Phim điện ảnh
- Thạch Thảo (2018) - vai Mi Ngor

### Phim chiếu mạng
- Kẻ săn tin (2020)

## Sản phẩm âm nhạc

### Đĩa đơn
- Đoán Xem (2020)